# علوان الحاج سعدون
أبو موسى عَلْوَانُ بِنُ سَعْدُونَ العَبَّاسِيُّ الهَاشِمِيُّ المعروف بـ«عَلْوَانُ الحَاجُ سَعْدُونَ» أحد قادة ثورة العشرين وعضو حكومتها، وزعيم قبائل بني حسن ورجل سياسة شغل عضوية المجلس التأسيسي للمملكة العراقية، ومجلسي النواب والأعيان لدورات عدة، وأحد الموقعين على وثيقة البيعة للشريف عبدالله.

## نسبه
هو علوان بن سعدون بن عبهول بن صبار بن عباس بن خليل بن الأمير عباس الكبير بن إبراهيم بن علي بن إبراهيم بن محمد بن أحمد بن الخليفة محمد المتوكل على الله الثالث.

## حياته الشخصية
ولد علوان في الشهابية قرب الكفل التابعة للواء الحلة (محافظة بابل الآن) في أسرة آل عباس العباسية رؤساء بني حسن، وكان والده الحاج سعدون من كبار رؤساء القبيلة إلى جانب أخوته غازي وصميدع وثعبان وزجري، أما أمه فهي إبنة بندر آل ثويني الثرواني. وقد درس القراءة والكتابة على يد الكتاتيب كما جرت العادة في ذلك الوقت. تزوج من إبنة عمه غازي وأنجب منها عباس وموسى وعبود.

## نشاطه قبل الثورة

### أحداث 1914
برز علوان في الساحة الوطنية عقب مقتل عمه صميدع في معركة الشعيبة ضد الانجليز التي شارك فيها، ليقود جناح عمه بالإضافة إلى جناح والده. وكان لعلوان دور في قيادة بني حسن في انتفاضة كربلاء عندما غزت عشيرته المدنية وأصبحت مستقلة عن الدولة العثمانية، وقد فاوضه العثمانيون لتهدئة الأوضاع وحينها وافقت بني حسن على عودة الموظفين الحكوميين بشكل صوري إلى الهندية وكربلاء.

### أحداث الهندية
في 1915 اصبح شقيقه عمران قائممقام قضاء الهندية وتولى هو مسؤولية جمع الضرائب في القضاء، وبسبب العداوة القديمة بين بني حسن وفتلة فقد تجددت ثورة قبيلة فتلة وأدت إحدى المعارك إلى مقتل 70 شخصًا من بني حسن وذلك في 29 جمادي الثانية سنة 1334 هـ، فأصبحت هذه المعركة حديث الناس ومحتوى قصائد الشعراء. وقد رد علوان في 15 رجب وهاجم بيوت فتلة وقد قتل 40 من فتلة وحوصرت قلاعهم وأحرقت غلالهم، حتى توسطت المرجعية بينهم وحضر رجل الدين هادي القزويني وتمكن من دخول قلعة سماوي الجلوب المحاصرة وعاد منها ليفاوض علوان والذي رفض حتى جاءت وساطة ثانية فقبل.

### السيطرة على الكوفة
من ناحية أخرى وفي العام نفسه سيطر علوان على الكوفة فلم يقبل النجفيون ذلك لأنهم كانوا يرون أن الكوفة يجب أن تتبع لهم كون أغلب سكانها منهم وليس من بني حسن فوقع القتال بين بني حسن والنجفيين وهاجم النجفيون بني حسن بالمدفعين بيد أن الجولة الثانية كانت من نصيب بني حسن وأخذوا الكوفة وجبوا ضرائبها ووضع علوان عبدًا له يدعى «طرخان» حاكم عليها.

## ثورة العشرين
في البداية أظهر علوان موقفًا مهادنًا مع الإنجليز وقد بذلوا الأموال الطائلة في محاولة استمالته، ولكنه انظم سرًا إلى حزب الثورة العراقية السري ومقره النجف.
حاول الانجليز تقليل نفوذه عبر ضربه بخصومه، حيث أعطوه صكًا بجميع أراضي المهناوية والشامية التابعة لقبيلة فتلة المنافسة، غير أنه رفض الصك. ثم طلبوا منه غزو إمارة حائل واغتنام أملاك ابن رشيد، وبالرغم من إنه وافق، إلا إن القائد ستورز غادر الاجتماع معه غاضبًا لأنه عرف بأن علوان لن يقدم على غزو حائل.
عندما لم تنجح تلك المحاولات، حاول الإنجليز مع خادم آل غازي وبذلوا له الأموال ليغزو إبن عمه علوان، كان خادم يعلم بسياسة الإنجليز للتفريق فرفض العرض هو الآخر.
كان علوان على علم بتحركات الإنجليز للإيقاع به، فقد كان الشيخ مرزوق شيخ العوابد يجتمع بالإنجليز صباحًا ويذهب بالسر إلى علوان ليلاً يخبره بمخططات الإنجليز.
في 10 كانون الثاني/يناير 1920 اختير علوان كأحد أعضاء المجلس التشريعي للواء عموم الشامية والنجف، ولكن هذا المجلس استقال في أول جلسة له احتجاجًا على سياسة التهميش الإنجليزية ومصادرة رأيه.
حضر علوان عددًا من المؤتمرات التي أقيمت في داره ودور رؤساء العشائر ورجال الدين في النجف والشامية وكربلاء للتوصل إلى موقف موحد من الوجود الإنجليزي في العراق، وبعد أن وقعت حادثة الرميثة مع شعلان وحادثة أبو شورة مع خادم، واصدار فتوى بالثورة من قبل الشيرازي انظم علوان إلى جموع الثورة.

### حصار الكوفة
حاصر الثوار 500 جندي بريطاني في أبو صخير، تفاوض القادة الإنجليز مع الثوار وتوصلوا إلى تسوية تضمن مغادرة الحامية إلى الكوفة وفق الهدنة المنعقدة، وصل عبد الواحد السكر للإشراف على تحرير الجنود ومرافقتهم إلى الكوفة، وكُلف علوان من قبل مجلس الثوار بمراقبة تنفيذ الإنجليز لشروط الاتفاق.
لاحظ بنو حسن إن الإنجليز يتحضرون لحصار طويل عبر تحصين المواقع وتخزين الطعام، وهو مخالف للاتفاق، فقام جعفر آل صميدع إبن عم علوان بالقبض على سفينة نهرية تنقل البضائع إلى الحامية الإنجليزية وصادر محتوياتها، فأرسل علوان إلى عبد المحسن شلاش ما حصل من خرق الإنجليز للاتفاق ليوصله إلى المرجع الأعلى، فأقره المرجع على حصار الحامية.
بدأ الحصار في 22 تموز 1920 وخلاله وقعت حوادث كثيرة منها قصف الإنجليز لمسجد الكوفة.

### المدفع
أحضر الثوار مدفع 17 باوند غنموه في معركة الرارنجية، كان المدفع بطول ثلاث أمتار، لحسن الحظ كان ضمن الثوار ثلاث ضباط مدفعية من الجيش العثماني المنحل، ففحصوا المدفع وأخبروا علوان إنه بحاجه إلى بعض القطع التي يمكن صنعها وأخرى مصنوعة من مواد خاصة لا توجد إلا في المخازن الإنجليزية ببغداد وهي إبرة المدفع. فكتب علوان إلى عبد المحسن شلاش لجلب الإبرة عبر الإتفاق مع جندي هندي مسلم في الجيش البريطاني.
بناءً على توصية خبراء المدفعية أمر علوان بوضع المدفع على بعد ميلين من الحامية في منطقة آلبو حداري. لم يكن كل الناس على معرفة بطريقة عمل المدفعية واعتقدوا إن علوان أمر بوضع المدفع بعيدًا حتى لا يصيب الحامية وإنه خان الثورة، وتكاثرت الأقوال حوله وبدأ الناس يتهموه بالخيانة علنًا وراح الشعراء يكتبون القصائد في خيانته، مما دفع فتح الله الأصفهاني مرجع النجف إلى إرسال وفد للتحقيق وقد وصل الوفد إلى مسجد الكوفة والتقى بخبراء المدفعية الذين أقسموا على إن المدفع يجب أن يوضع بعيدًا ليصيب هدفه، وإن المقذوف يسير بشكل قوسي وليس مستقيم ولذا إذا وضع أمام الحامية فلن يصيبها بل سيتجاوزها وقد أوضح علوان للوفد إن وجود المدفع أمام الحامية ستجعله هدفًا سهلاً للإنجليز وإنهم سوف يغيرون عليه بسهولة فاقتنع الوفد وأقر علوان على ذلك.
ولكن بسبب استمرار الجدل وحدوث انشقاقات بين الثوار قرر علوان الرضوخ ونقل المدفع إلى أمام الحامية. وقبل نقله قرر حسين علوان فني المدفع تجربته ليثبت صحة موقعه، وأطلق 3 طلقات سقطت على الباخرة فاير فلاي الراسية أمام الحامية وفجرتها وذلك في 17 آب/أغسطس 1920 وكانت هذه الباخرة تمثل تهديدًا وخوفًا دائمًا للثوار، ولكن هذا النصر لم يشفع للمدفع وأصر الناس إلى نقله.
أرسل علوان إنذارًا إلى الحامية بعد إغراق فاير فلاي بأنه سوف يمطر السماء عليهم بالمدفعية فلم يتلقَ أي رد.
وقد تحقق ما كان علوان خائفًا منه فقد أغار الإنجليز على المدفع وأمطروه بوابل من الرصاص حتى عطلوه فسحب إلى مكان آخر، وتم اصلاحه هناك ونقل إلى مكان بعيد وأمطر الحامية بـ31 طلقة.
استمر حصار علوان للحامية حتى 17 تشرين الأول/أكتوبر، عندما أنقذت بواسطة رتل قادم من الكفل وكانت تلك أيام الثورة الأخيرة.
تحمل علوان اللوم الأكبر على فشل الثورة خصوصًا من أهل النجف الذين نكبهم قبلها بأعوام فكانت تلك فرصة للانتقاص منه وقد رد علوان الياسري على ذلك قائلاً:
| ”                                     | لِمَ لا أختصر لكم الكلام وأكفيكم مؤونة الاختلاف وأنا أعرف أدق شؤون الثورة العراقية، إن الثورة العراقية لم تكن تتم على الإطلاق لولا اشتراك علوان الحاج سعدون بها واخلاصه لها، ولم يكن بوسع أحد أن يخطو شبرًا واحدًا. | “ |
| —علي الوردي، لمحات اجتماعية، ج5، ص323 | |   |

### أوامر القبض والرحلة إلى الحجاز
لم يتمكن علوان من شغل منصب في حكومة أبو طبيخ لانشغاله في حصار الكوفة، ولكن شقيقه عمران كان عضواً في المجلس الحربي. أما هو فقد أنطيت به بعض المسؤوليات المالية.
بعد انكسار الثورة أصدر الإنجليز أوامر قبض بحق قادتها، ومنهم علوان وابن عمه خادم وابن عمه الآخر جعفر آل صميدع بالإضافة إلى شقيقه عمران.
غادر علوان وعمران برفقة محسن أبو طبيخ إلى الحجاز، وفي طريقهم إلى إمارة حائل قرر عمران العودة فقبض عليه، أما علوان فقضى 40 يومًا في حائل ثم غادرت قافلتهم إلى المدينة المنورة إلا إن علوان قرر الذهاب إلى الجوف مع شمر ومنها عاد إلى العراق وقبض عليه. 
بقي علوان في السجن حتى مايو 1921، حيث أطلق سراحه بعفو عام مع كل قادة الثورة.

## دوره النيابي
بعد الثورة انخرط علوان في الحياة السياسية وأصبح عضوًا في المجلس التأسيسي للمملكة العراقية وخلالها عارض اتفاقية 1922، ثم انتخب عضوًا في الدورة الخامسة ثم السادسة بالإضافة إلى شقيقه عمران وابن عمه جعفر آل صميدع، ليكونوا العائلة الوحيدة التي يشترك ثلاثة من أفرادها في المجلس في وقت واحد. وكان له مواقف كثيرة في المجلس من تأييد ومعارضة لبعض الحكومات ومصادمات مع خصمه التقليدي عبد الواحد السكر. أما دورته الأخيرة فكانت التاسعة وتوفي قبل إكمالها.

## وفاته
توفي علوان الحاج سعدون في 27 تموز/ يوليو 1939 في طريقه إلى سوريا للعلاج، فلم يكمل الدورة التاسعة لمجلس النواب. واحضرت جنازته إلى بغداد وكان في تشييعه نوري السعيد وياسين الهاشمي وصالح جبر وغيرهم من رؤساء الوزراء السابقين، ثم نقل إلى مثواه الأخير في وادي السلام ودفن في سرداب آل عباس.